# Arandon
Arandon este o comună în departamentul Isère din sud-estul Franței. În 2009 avea o populație de 557 de locuitori.

## Evoluția populației
| An        | 1975 | 1982 | 1990 | 1999 | 2006 | 2009 |
| --------- | ---- | ---- | ---- | ---- | ---- | ---- |
| Populație | 426  | 391  | 398  | 405  | 529  | 557  |